# بروتوكول مكافحة صنع الأسلحة النارية والاتجار بها بصورة غير مشروعة
بروتوكول مكافحة صنع الأسلحة النارية وأجزائها ومكوناتها والذخيرة والاتجار بها بصورة غير مشروعة (بروتوكول الأسلحة النارية) هو معاهدة بشأن مكافحة الاتجار بالأسلحة، بما في ذلك الأسلحة الصغيرة والخفيفة، وهو مكمل لاتفاقية مكافحة الجريمة المنظمة عبر الوطنية. وهو أحد ما يسمى بروتوكولات باليرمو.
اعتمدت الجمعية العامة للأمم المتحدة البروتوكول بوصفه القرار 55/255 في 31 مايو 2001؛ دخلت المعاهدة حيز التنفيذ في 3 يوليو 2005. ووقع عليها 52 طرفًا، واعتبارًا من مايو 2020 أصبحت 118 طرفًا، بما في ذلك 116 دولة والاتحاد الأوروبي.
والدول التي وقعت على البروتوكول ولكنها لم تصدق عليه بعد هي أستراليا وكندا والصين وألمانيا وأيسلندا واليابان ولوكسمبورغ وموناكو وسيشيل والمملكة المتحدة. في مايو 2019، كانت فرنسا (منذ نهاية 2018) الدولة الوحيدة من بين أكبر ست دول مصدرة للأسلحة التي صدقت على البروتوكول. الخمسة الآخرين هم: الولايات المتحدة وروسيا وألمانيا والصين والمملكة المتحدة.

## ملحوظات
1. ↑  البرازيل ومالي كانتا الدولتين الأولى الموقعة على البروتوكول.
2. 1 2  Signatures and ratifications. نسخة محفوظة 2021-01-25 على موقع واي باك مشين.

## روابط خارجية
- بروتوكول مكافحة صنع الأسلحة النارية وأجزائها ومكوناتها والذخيرة والاتجار بها بصورة غير مشروعة، المكمل لاتفاقية الأمم المتحدة لمكافحة الجريمة المنظمة عبر الوطنية في الموقع الإلكتروني لمكتب الأمم المتحدة المعني بالمخدرات والجريمة
- اتفاقية الأمم المتحدة لمكافحة الجريمة المنظمة عبر الوطنية والبروتوكولات الملحقة بها، الموقع الرسمي، unodc.org
- نص ، un.org.
- التوقيعات والتصديقات نسخة محفوظة 25 يناير 2021 على موقع واي باك مشين.، un.org.